# Cupa României 1956
Der Cupa României in der Saison 1956 war das 19. Turnier um den rumänischen Fußballpokal. Sieger wurde der Verein Progresul Oradea, welcher sich im Finale am 9. Dezember 1956 gegen den Zweitligisten Energia Câmpia Turzii durchsetzen konnte. Titelverteidiger CCA Bukarest war im Halbfinale gegen den neuen Titelträger ausgeschieden.

## Modus
Die Klubs der Divizia A stiegen erst in der Runde der letzten 32 Mannschaften ein und mussten zunächst auswärts antreten. Es wurde jeweils nur eine Partie ausgetragen. Stand diese nach 90 Minuten unentschieden, folgte eine Verlängerung von 30 Minuten. Falls danach noch immer keine Entscheidung gefallen war, zog die Gastmannschaft in die nächste Runde ein.

## Sechzehntelfinale
| Datum              |                             | Ergebnis             |                         |
| ------------------ | --------------------------- | -------------------- | ----------------------- |
| 13. September 1956 | Locomotiva Arad             | 2:5 (1:2)            | Locomotiva Timișoara    |
|                    | Progresul Bistrița          | 1:2 (0:1)            | Energia Câmpia Turzii   |
|                    | Dinamo Bârlad               | 0:4 (0:2)            | CCA Bukarest            |
|                    | Dinamo „B“ Bukarest         | 2:0 (2:0)            | Progresul CPCS Bukarest |
|                    | Locomotiva Cluj             | 1:1 n. V. (1:1, 1:1) | Progresul Oradea        |
|                    | Locomotiva Constanța        | 0:1 (0:1)            | Progresul Bukarest      |
|                    | Energia Metalul Galați      | 1:0 (0:0)            | Progresul Focșani       |
|                    | Energia Mediaș              | 0:1 (0:1)            | Energia Ploiești        |
|                    | Flacăra Moreni              | 0:5 (0:0)            | Locomotiva Bukarest     |
|                    | Energia 1 Mai Ploiești      | 1:5 (1:2)            | Dinamo Bukarest         |
|                    | Energia Reșița              | 1:2 n. V. (1:1, 0:0) | Flamura Roșie Arad      |
|                    | Progresul Sibiu             | 2:0 (0:0)            | Energia Petroșani       |
|                    | Steagul Roșu Orașul Stalin  | 2:1 (0:0)            | Dinamo Orașul Stalin    |
|                    | Recolta Avântul Târgu Mureș | 0:0 n. V.            | Știința Cluj            |
|                    | Locomotiva Turnu Severin    | 3:1 (2:0)            | Știința Timișoara       |
| 20. September 1956 | Flamura Roșie Suceava       | 4:4 n. V. (4:4, 0:3) | Dinamo Bacău            |

## Achtelfinale
| Datum             |                            | Ergebnis             |                     |
| ----------------- | -------------------------- | -------------------- | ------------------- |
| 18. Oktober 1956  | Dinamo „B“ Bukarest        | 0:5 (0:2)            | Locomotiva Bukarest |
|                   | Energia Câmpia Turzii      | 3:2 n. V. (2:2, 2:1) | Progresul Bukarest  |
|                   | Energia Metalul Galați     | 3:0 (2:0)            | Dinamo Bacău        |
|                   | Progresul Sibiu            | 1:3 (0:1)            | Energia Ploiești    |
|                   | Locomotiva Timișoara       | 2:1 (2:1)            | Flamura Roșie Arad  |
|                   | Locomotiva Turnu Severin   | 1:3 (1:2)            | Progresul Oradea    |
| 15. November 1956 | Steagul Roșu Orașul Stalin | 4:3 (1:1)            | Dinamo Bukarest     |
| 22. November 1956 | Știința Cluj               | 1:5 (0:0)            | CCA Bukarest        |

## Viertelfinale
| Datum             |                            | Ergebnis             |                      |
| ----------------- | -------------------------- | -------------------- | -------------------- |
| 25. November 1956 | Steagul Roșu Orașul Stalin | 1:1 n. V. (1:1, 0:1) | Progresul Oradea     |
|                   | Locomotiva Bukarest        | 3:1 n. V. (1:1, 0:1) | Energia Ploiești     |
|                   | Energia Câmpia Turzii      | 1:0 (1:0)            | Locomotiva Timișoara |
|                   | Energia Metalul Galați     | 1:8 (0:3)            | CCA Bukarest         |

## Halbfinale
| Datum            |                       | Ergebnis             |                     |
| ---------------- | --------------------- | -------------------- | ------------------- |
| 2. Dezember 1956 | CCA Bukarest          | 2:2 n. V. (2:2, 1:1) | Progresul Oradea    |
| 6. Dezember 1956 | Energia Câmpia Turzii | 2:0 (1:0)            | Locomotiva Bukarest |

## Finale
| Paarung               | Progresul Oradea – Energia Câmpia Turzii |
| Ergebnis              | 2:0 (0:0) |
| Datum                 | 9. Dezember 1956 |
| Stadion               | Stadionul Republicii, Bukarest |
| Zuschauer             | 30.000 |
| Schiedsrichter        | Dumitru Schulder (Bukarest) |
| Tore                  | 1:0 Ladislau Köszegi (53.) 2:0 Ladislau Vlad (68.) |
| Progresul Oradea      | Adalbert Gebner, Gheorghe Kromely, Andrei Țiriac, Gheorghe Barcu, Iosif Bartha, Ștefan Cuc, Ludovic Tóth, Ladislau Köszegi, Alexandru Karikas, Ladislau Vlad, Iosif Meszaros Cheftrainer: Camil Schertz |
| Energia Câmpia Turzii | Petre Carapeț, Niculescu, Alexandru Mari, Ion Mureșan, Tiberiu Ban, Iosif Ruzici, Moldovan, Teodor Copil, Ioan Szigeti, Nicolae Safar, Anghel Burian Cheftrainer: Géza Tóth                             |